# United Internet Team Germany
United Internet Team Germany è un team velico tedesco partecipante 32ª America's Cup che si è svolta a Valencia a giugno 2007.
Aveva lanciato anche la sfida alla 33esima America's Cup alla quale non potrà partecipare a causa della sfida su catamarani tra Alinghi e BMW Oracle Racing.

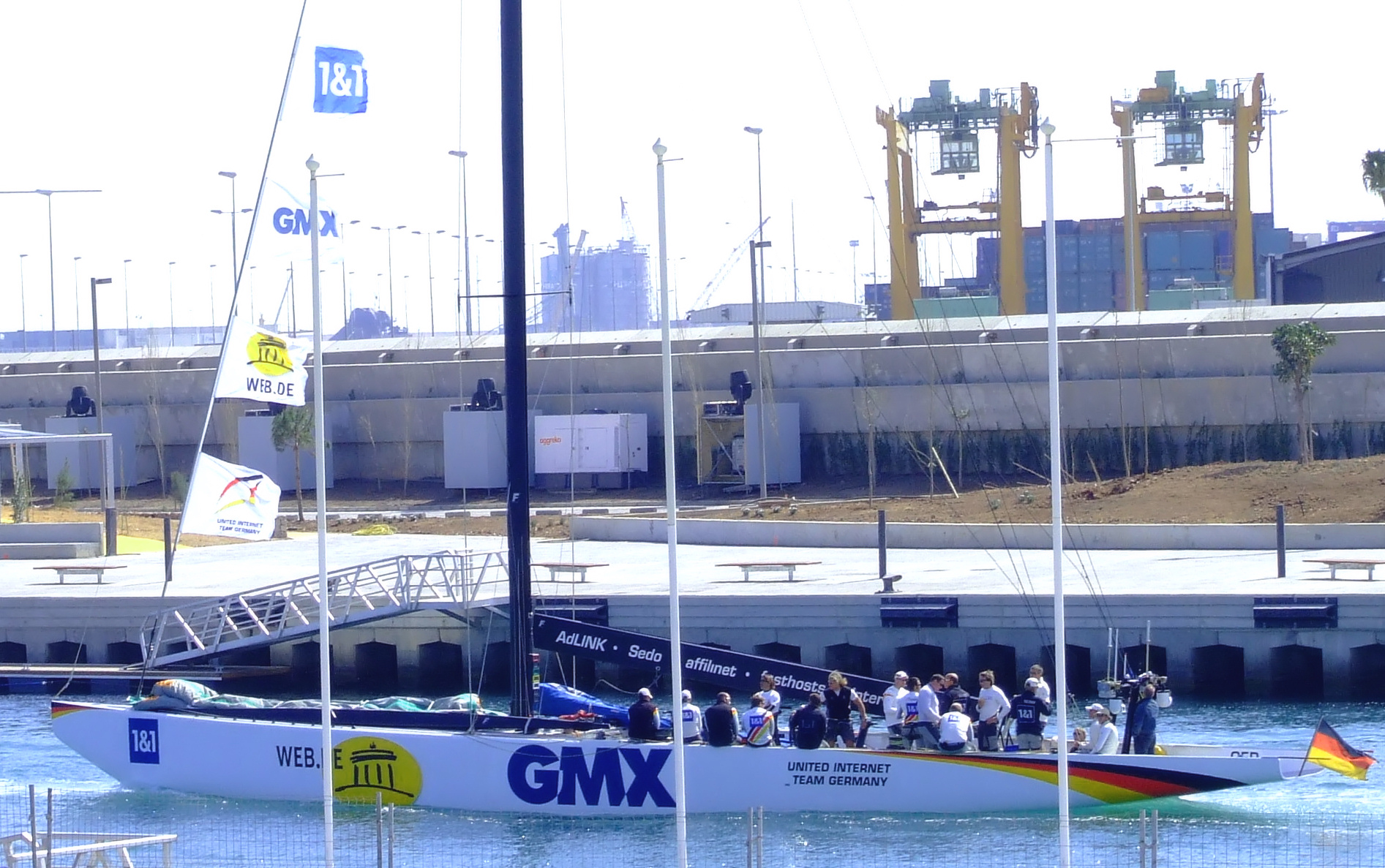
United Internet Team Germany esce dal porto di Valencia

Il suo proprietario è Uwe Sasse.